# 賞櫻

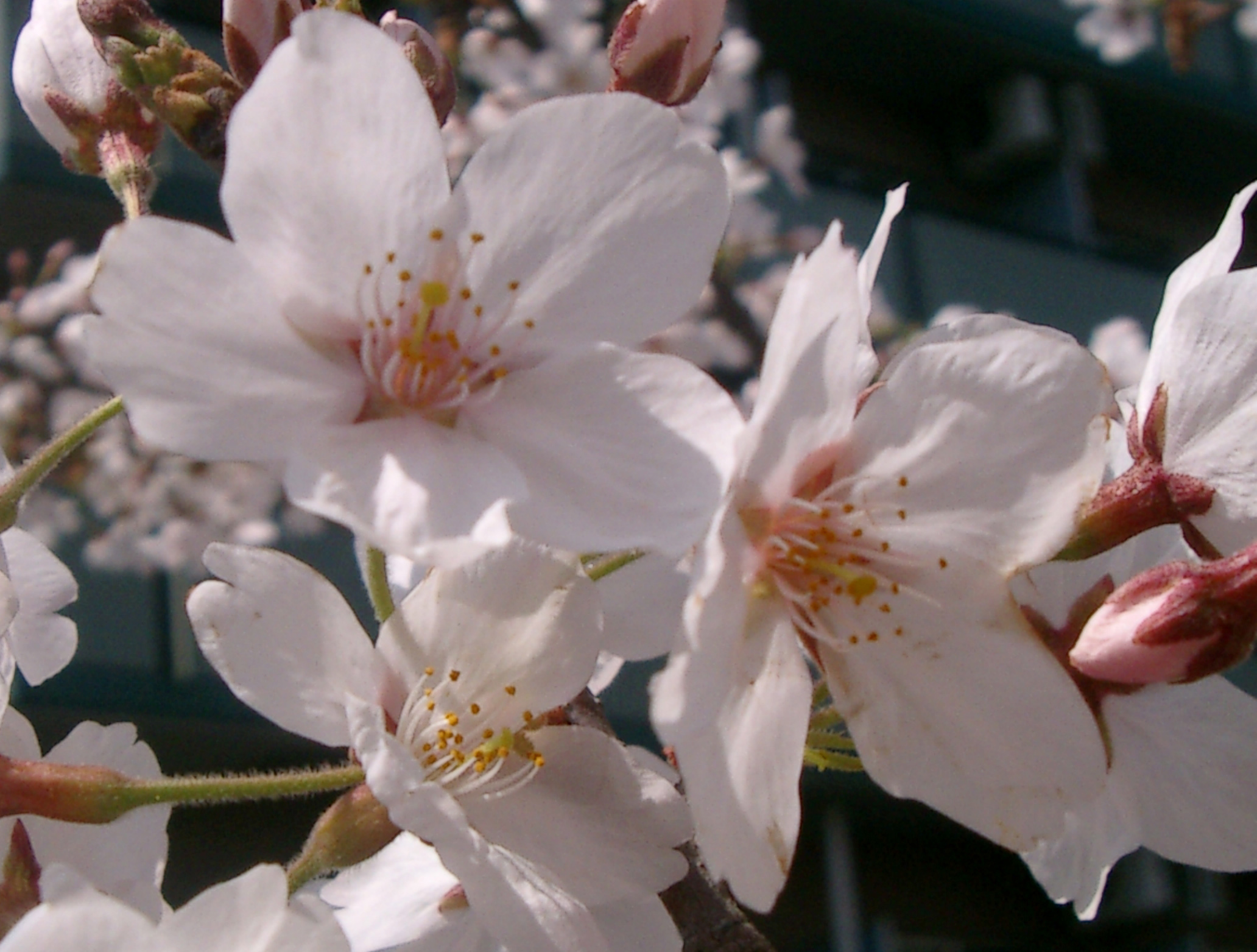
櫻花

赏樱，指欣賞櫻花或櫻桃花，以日本的賞櫻文化最爲聞名，被称为花見。
在日本以外的地區，也有部分城市因受日本文化影響或其他原因而開始種植櫻花以吸引遊客。

## 日本

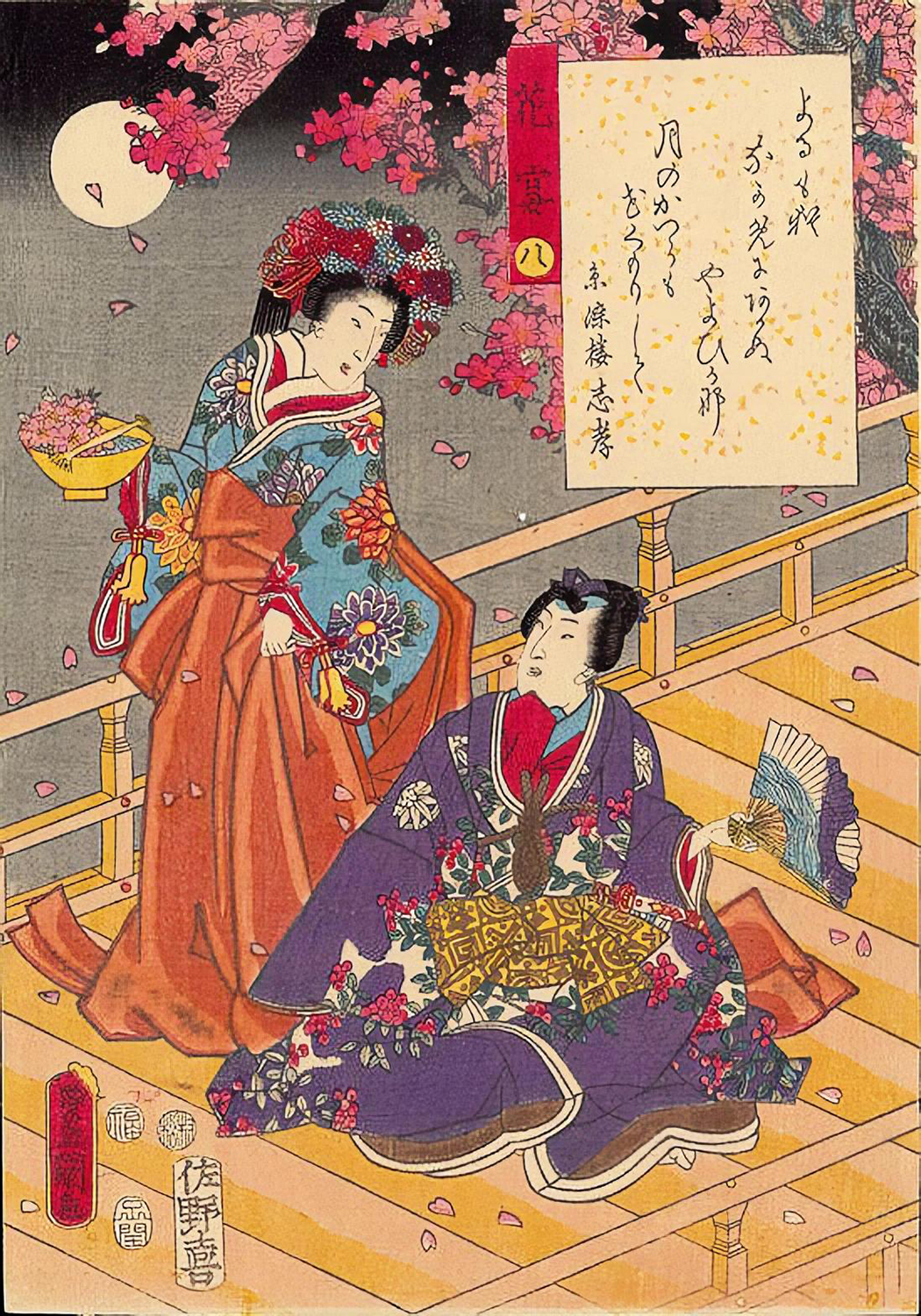
歌川國貞的1852年浮世繪作品《櫻花樹下》

日語的賞花（日语：／ Hanami ?）一般指的是賞櫻。每年三至四月樱花盛開期间，许多日本家庭都會去到櫻花樹下賞花、吃点心。日本各地櫻花開放的時間不一，會受氣候影響，所以每年日本的網站都會預測並詳列各地的開花情況，有些還有照片顯示開花程度，方便公眾游览。
下列是日本的一些賞櫻名地：
北海道
- 二十間道路櫻並木（北海道日高郡新日高町）
- 松前城（北海道松前郡松前町）

東北
- 弘前公園（鷹揚公園）（青森縣弘前市）
- 白石川堤（宮城縣柴田町至大河原町）
- 三春之滝櫻（福島縣田村郡三春町））

關東
- 上野恩賜公園（東京都台東區）
- 隅田公園（東京都台東區・墨田區）
- 井之頭恩賜公園（東京都武藏野市・三鷹市）
- 新宿御苑（東京都）新宿站・千駄谷站

中部
- 富士山（靜岡縣・山梨縣）
- 實相寺（山梨縣北杜市）: 神代櫻
- 高遠城址（長野縣伊那市）：這裏被稱為「天下第一櫻」，每年花期均吸引很多人前來賞花。
- 岡崎公園（愛知縣岡崎市）
- 根尾谷、淡墨公園（岐阜縣本巢市）: 淡墨櫻
- 兼六園（石川縣金澤市）：兼六園同時也是日本三大名園之一，每年花期也有櫻花。

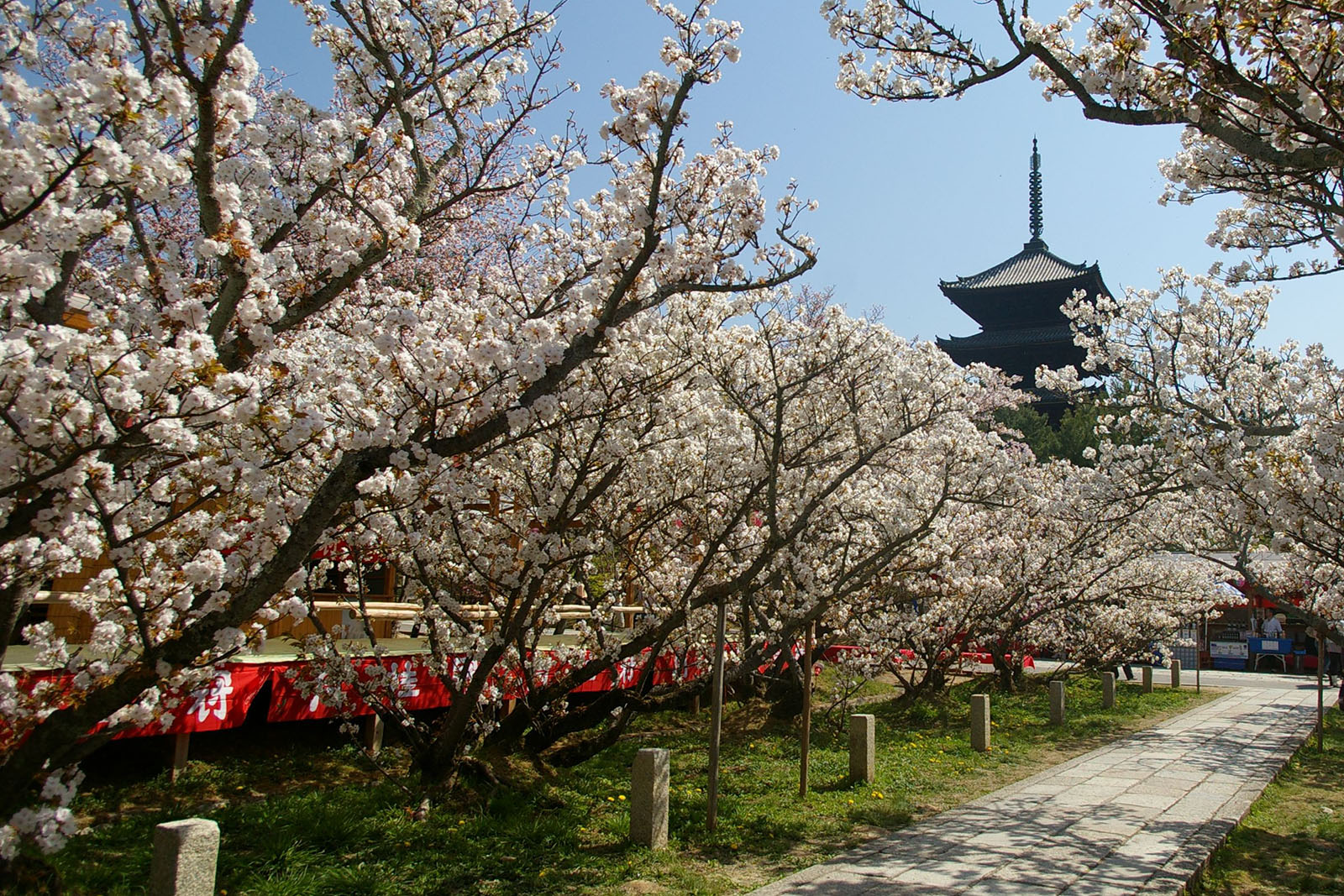
京都府京都市・仁和寺

關西
- 嵐山（京都市）
- 圓山公園（京都市）
- 造幣局本部（大阪府大阪市）
- 夙川公園（兵庫縣西宮市）
- 吉野山（奈良縣吉野町）：吉野櫻之本場
- 哲學之道，位於京都市銀閣寺旁

中國地方
- 吉香公園・錦帶橋（山口縣岩國市）

四國
- 城山公園（愛媛縣松山市）

九州
- 熊本城（熊本縣熊本市）

## 中國大陸

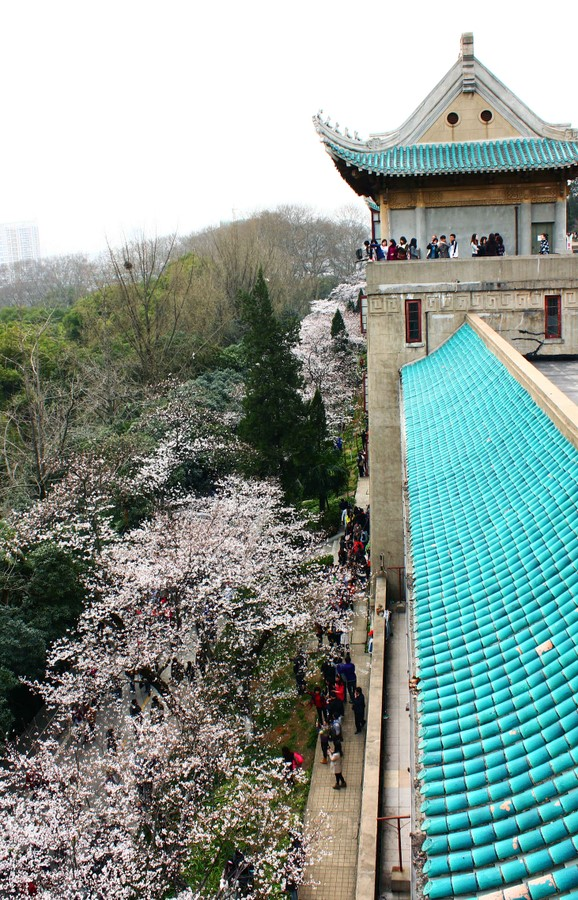
武汉大学老斋舍前的樱花大道

古代中國有賞櫻桃花的詩文出現，但并不在名花之列，且數量稀少。
例如：
昨日南園新雨後，櫻桃花發舊枝柯，天明不待人同看，繞樹重重履跡多。——唐 張籍 和裴僕射看櫻桃花
曉來露井看櫻桃，羅袖迎風不柰飄，轉向碧窗還小立，再吹簫。
簫咽春愁愁正劇，自拈香在博山燒，日暮闌干楊柳外，落紅敲。——明 陳繼儒 攤破 浣溪沙
古代中國没有着意培育櫻花。到20世纪初，除了极少量从日本带来中国种植的樱花品种，用于观赏的樱亚属植物基本上是野生状态。随着上世纪70年代中日关系的好轉，大量樱花树苗先是被作为外交礼物来到了北京的玉渊潭公园和武汉大学，之后便开始了大量商业化的引种。
下列是部分的中國大陸的賞櫻名處：
- 陕西：西安青龙寺，在西安乐游原上，日本真言宗祖庭。
- 湖北：武汉大学珞珈山校区、武汉东湖风景名胜区东湖樱花园
- 湖南：湖南省森林植物园每年3、4月樱花开放。湖南科技大学櫻花園每年清明前後開放。
- 上海：鲁迅公园、中山公园、世纪公园、襄阳公园、顾村公园、闵行体育公园、古猗园、同济大学。可见于上海的許多的大学校园。
- 江苏
  - 南京：玄武湖樱洲、鸡鸣寺路、梅花山中日友好樱花园、南京林业大学
  - 镇江：寶華山
  - 无锡：鼋头渚公园
  - 泰安：泰山华茂樱花基地
- 浙江：浙西大峡谷、宁波鄞州区章水镇、余姚四明山镇
- 貴州：安順市平壩 林場
- 四川：
  - 成都：青白江凤凰湖生态湿地旅游度假区[5]
  - 绵阳：绵阳师范学院、安县千佛山、绵阳富乐山樱花路
- 广东
  - 广州：广东外语外贸大学北校区[6]、番禺大夫山森林公园
  - 韶关：新丰县黄磜镇樱花培养基地樱花峪
  - 江门：新会区天马村新会现代农业基地[7]、新會區圭峰山國家森林公園綠護屏景區
- 河北：河北科技大学新校区
- 天津：南开大学友谊樱花园、水上公园神户园
- 山东：泰安泰山华茂樱花基地、青岛中山公园、青島八大关、青岛中国海洋大学、煙台、泰山、济南五龙潭
- 北京：玉渊潭公园
- 辽宁：大连劳动公园、旅顺龙王塘樱花园、203高地樱花园
- 重庆：南岸区南山植物园[8]
- 广西：桂林南溪山公园

## 台灣

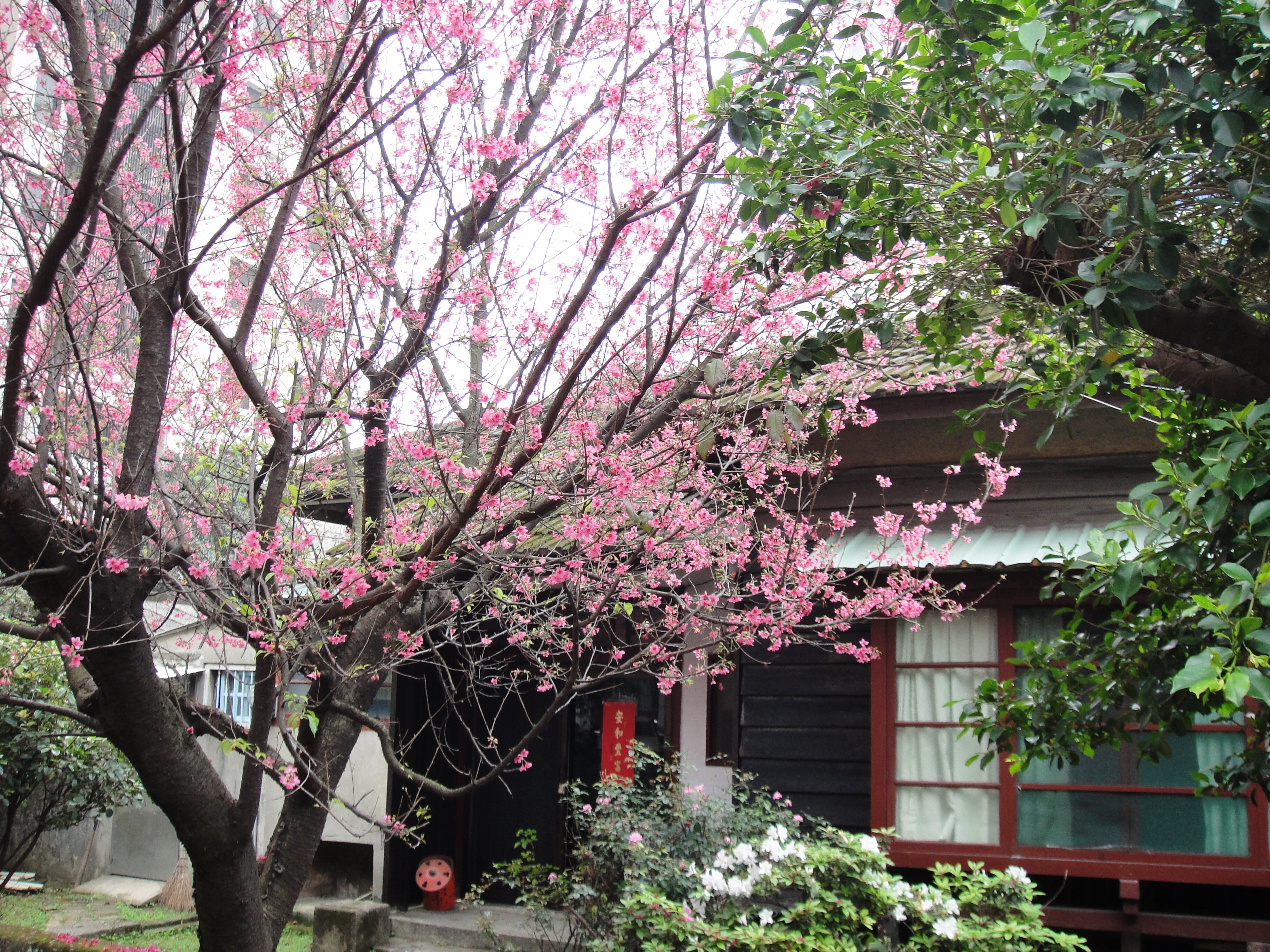
桃園中壢日式房舍與櫻花

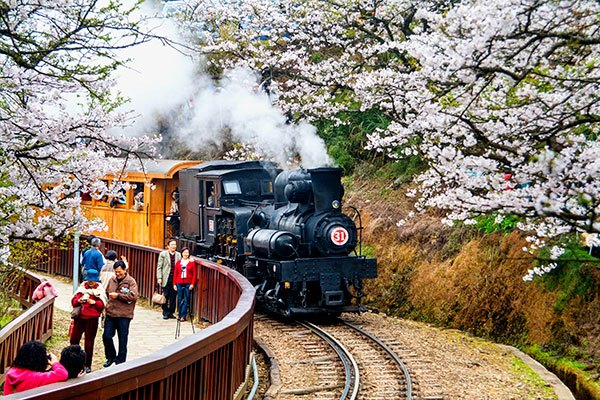
嘉義阿里山森林火車與櫻花

台灣日治時期許多地區曾廣植櫻花，而在近年又因為受到日本觀光旅遊的影響，賞櫻風氣極盛，主要賞櫻地點大多會舉辦固定期間的櫻花季活動，且由於氣候影響，賞櫻地點大多位於山區，常會採取交通管制或人數管制等方式。近年由於賞櫻熱潮，也引發各地大量栽種櫻花的情形。
戒嚴時期，有些人主張將陽明山的各種櫻花一律砍去，改種代表中華民國國花的梅花。但並未引起迴響。官方反而還曾製作過介紹櫻花盛開的紀錄片。
台灣的櫻花花期早於日本，大約在1月下旬至3月中旬左右。下列是部分臺灣各地的賞櫻名處：
- 新北市：
  - 淡水區無極天元宮，以吉野櫻接於台灣山櫻花，數量雖僅有數百株，但由於種植密度高、交通較方便，加上網路、媒體流傳，近年成為重要的賞櫻地點[14]。
  - 三芝區：2011年，台北縣升格新北市，台灣山櫻花被票選成為市花，而自2012年起，也整合新北市內各櫻花景點，舉辦「新北市櫻花季」，其中三芝區自1996年起在道路兩旁種植山櫻花，稱為「櫻木花道」，數量已達3萬5千株。
  - 烏來區：由於位處溫泉勝地，自2001年起即舉辦「烏來溫泉櫻花季」結合溫泉與賞櫻兩大春季活動，近年由於有計劃的廣植櫻花，全區櫻花樹總數已破萬，其中以山櫻花最多。
  - 瑞芳區九份與金瓜石
  - 平溪區十分及菁桐
  - 新店區：陽光運動公園、二叭子植物園、花園新城、屈尺公園、龍騰御櫻、北宜路1~3段(山櫻花、八重櫻、吉野櫻)、新烏路1~3段(山櫻花、八重櫻、吉野櫻)、華城路沿線→秀岡橋(山櫻花、八重櫻、吉野櫻)、玉山路

- 臺北市：
  - 文山區老泉里
  - 內湖區樂活公園與碧山巖

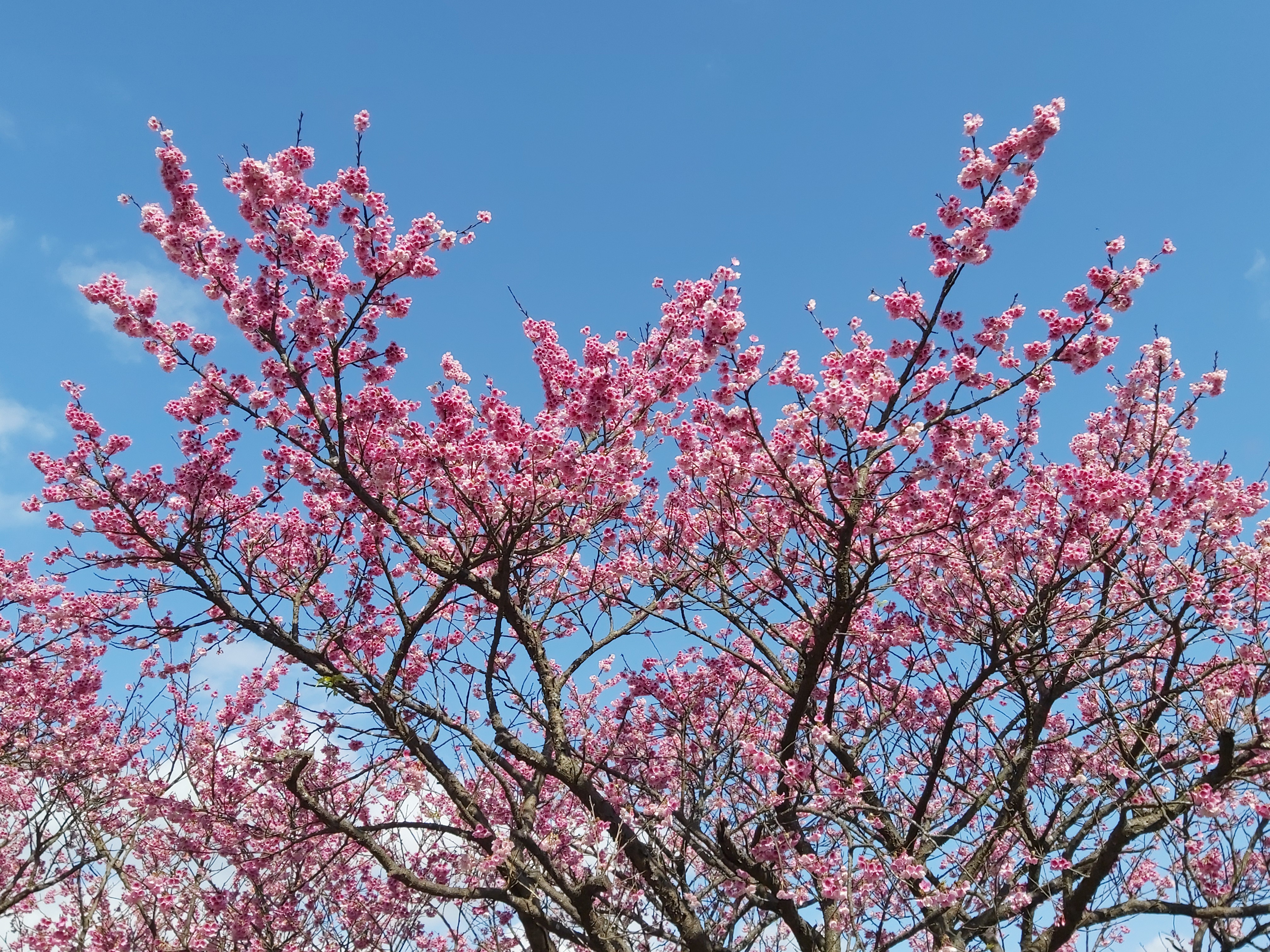
士林平菁街42巷的櫻花

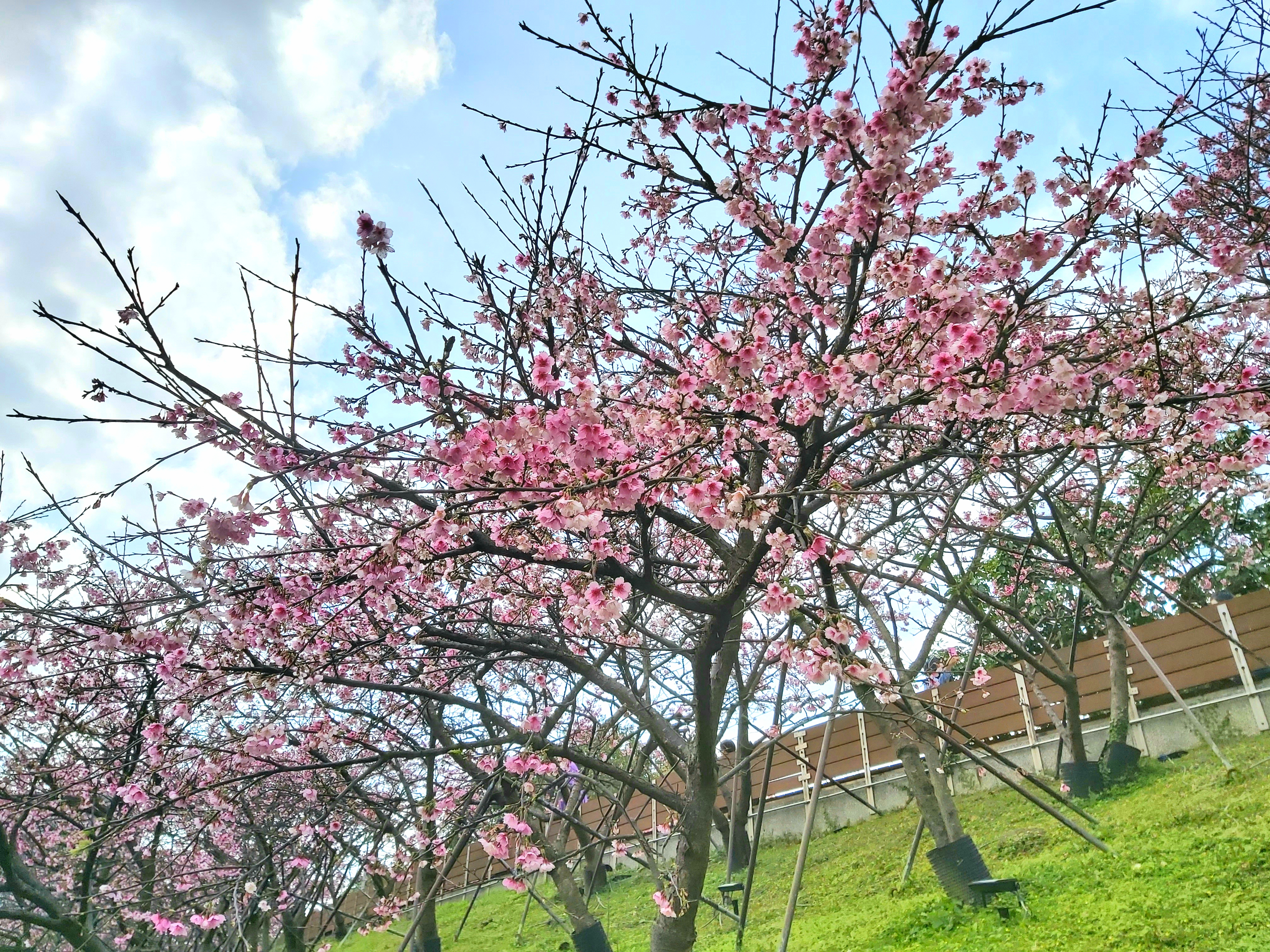
內湖樂活公園櫻花

  - 陽明山：是日本最早在台灣種植櫻花的地區，每年均會舉辦陽明山花季並進行交通管制，其中櫻花的部份，目前約有2000多株，以吉野櫻數量最多，山櫻花居次[15]；北投區復興三路與士林區平菁街42巷亦為知名賞櫻區域。

- 桃園市：石门水库三坑段、復興區台7線巴陵部落

- 新竹縣：尖石鄉司馬庫斯與泰崗部落、關西鎮坪林國小、竹東鎮竹東生態河濱公園、新埔鎮日本公園、內灣線橫山車站

- 新竹市：新竹公園，河津櫻約700餘株。

- 苗栗縣：

- 臺中市：
  - 后里區中科崴立櫻花公園與泰安派出所
  - 和平區的武陵農場，因為人潮眾多，多次造成嚴重塞車[16]，近年均採取交通管制並限制每日總人數[17]；櫻花樹總數約有2萬株，以山樱花、吉野櫻為主，也有少量的深紅八重櫻，另有由昭和櫻與中國櫻桃雜交而成的獨有品種「紅粉佳人」[18]。
  - 和平區的福壽山農場
  - 新社區的櫻木花道
  - 北屯區大坑風景區的濁水巷櫻花林

- 南投縣：
  - 國立暨南國際大學、霧社、鹿谷石馬公園、臺大鳳凰茶園、日月潭、奧萬大、埔霧公路、新中橫草坪頭、水二坪山、清境農場、廬山溫泉
  - 魚池鄉的九族文化村，在2013年獲得日本櫻花協會認證為日本海外的「櫻花名所優選之地」（さくら名所優選の地），以5000多株「九族百重櫻（重瓣緋寒櫻，為一由台灣山櫻花嫁接八重櫻的品種）」為主[19]。

- 嘉義縣：
  - 阿里山森林遊樂區的櫻花樹總數約6000多，其中以吉野櫻1900多株最多，山櫻花1780多株居次，重瓣八重櫻也有1000多株[20]。

- 高雄市：六龜區寶山櫻花公園

- 屏東縣：霧台鄉台24線[21]

- 宜蘭縣：三星鄉台7丙線「櫻花大道」及崙埤河濱公園、大同鄉台7線及台7甲線2K處

- 花蓮縣：鯉魚潭玉山神學院[22]、壽豐鄉樹湖村[23]、鳳林鎮鳳凰瀑布遊樂區內的鳳林山產業道路[24]、萬榮鄉碧赫潭[25][26]、玉里鎮赤科山

- 台東縣：南橫公路上的利稻部落與霧鹿部落[27][28]

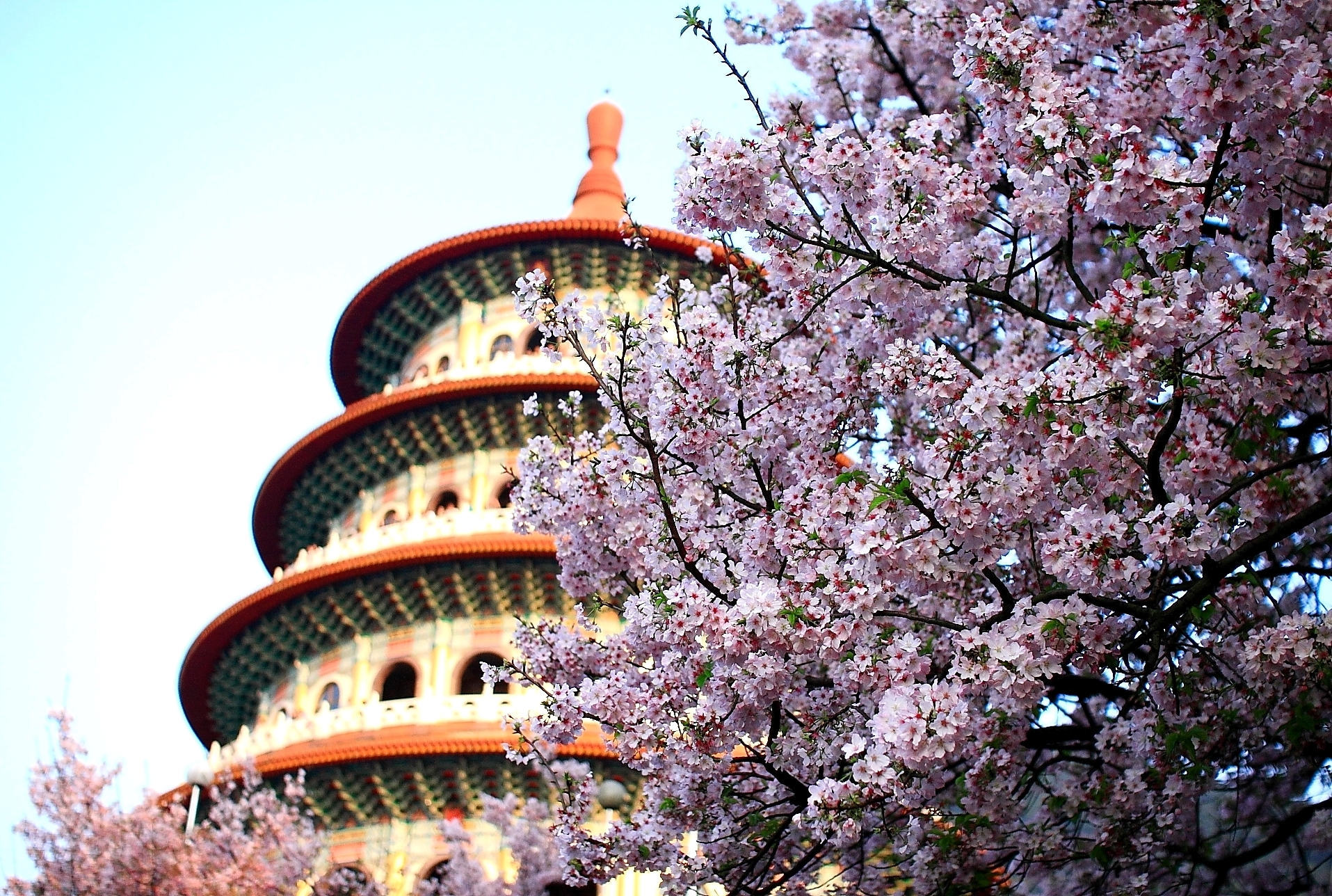
新北市天元宮
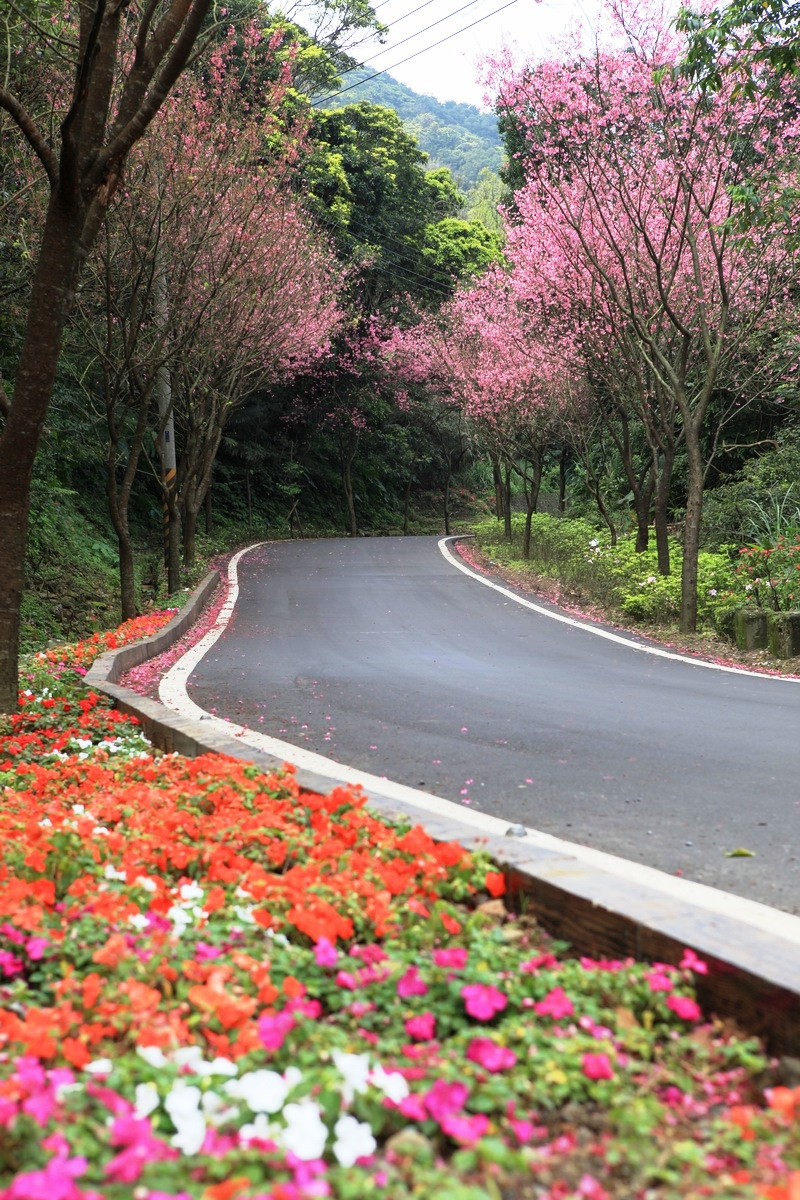
新北市三芝區
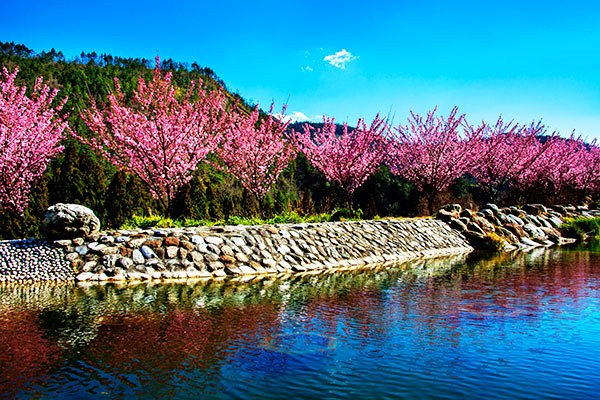
臺中市武陵農場
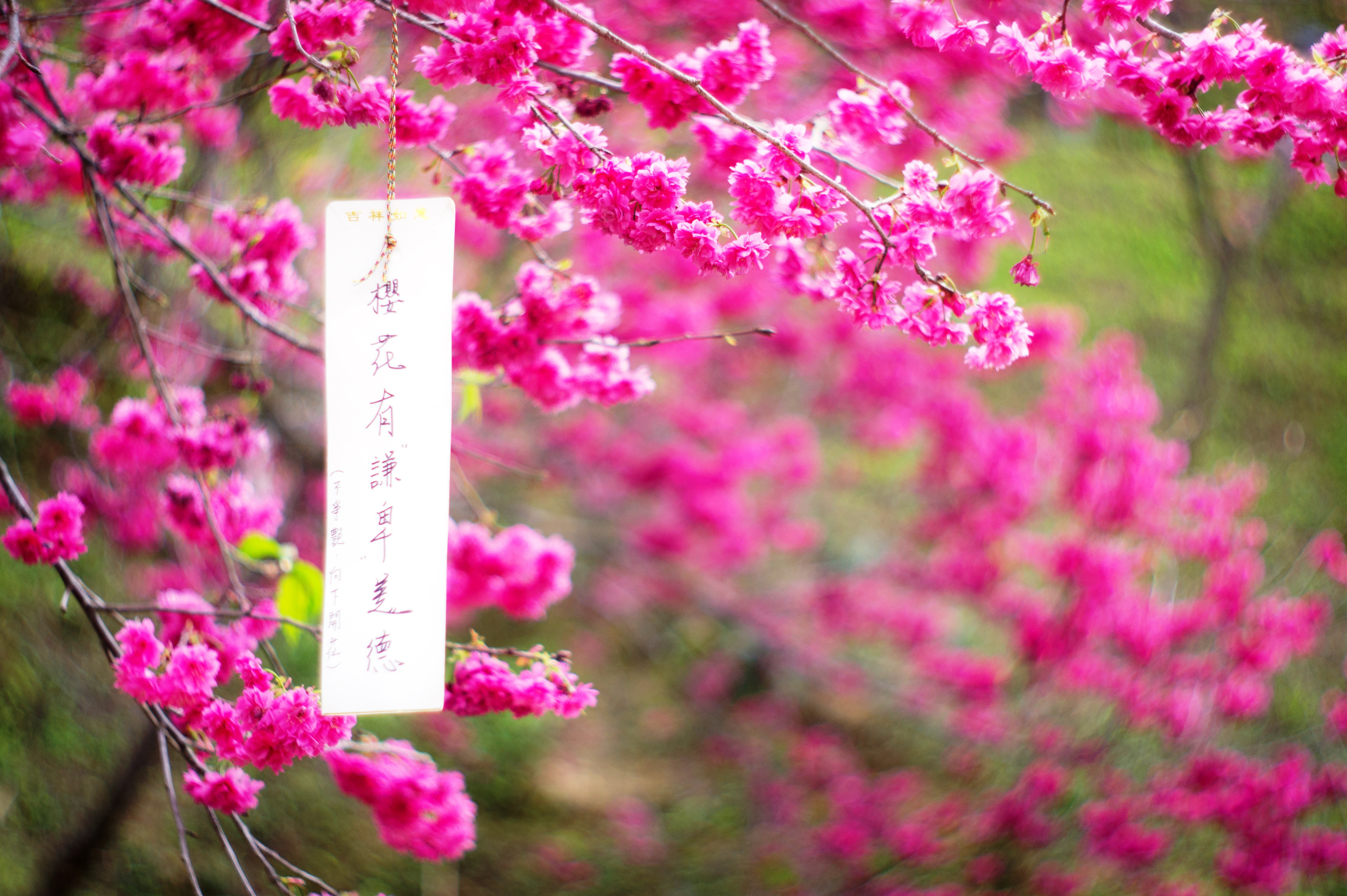
臺中市大坑風景區
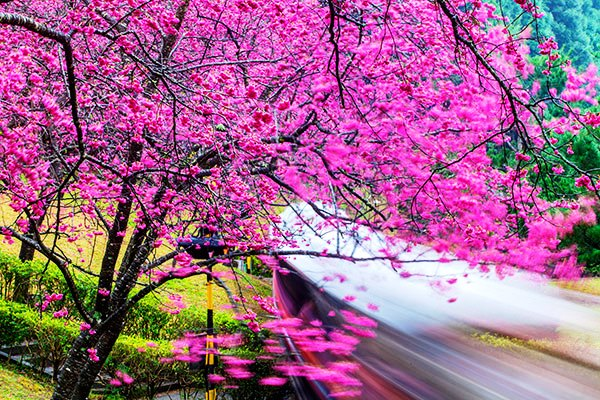
南投九族文化村
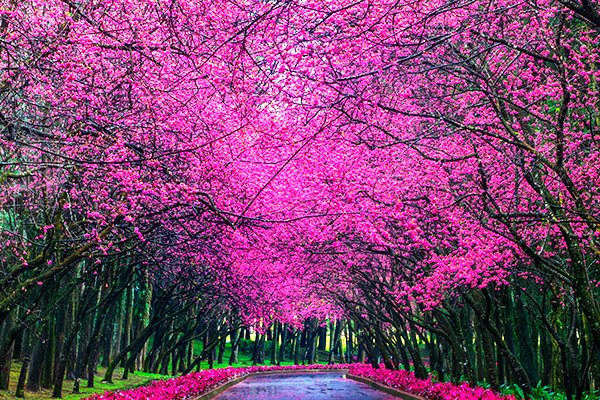
南投九族文化村
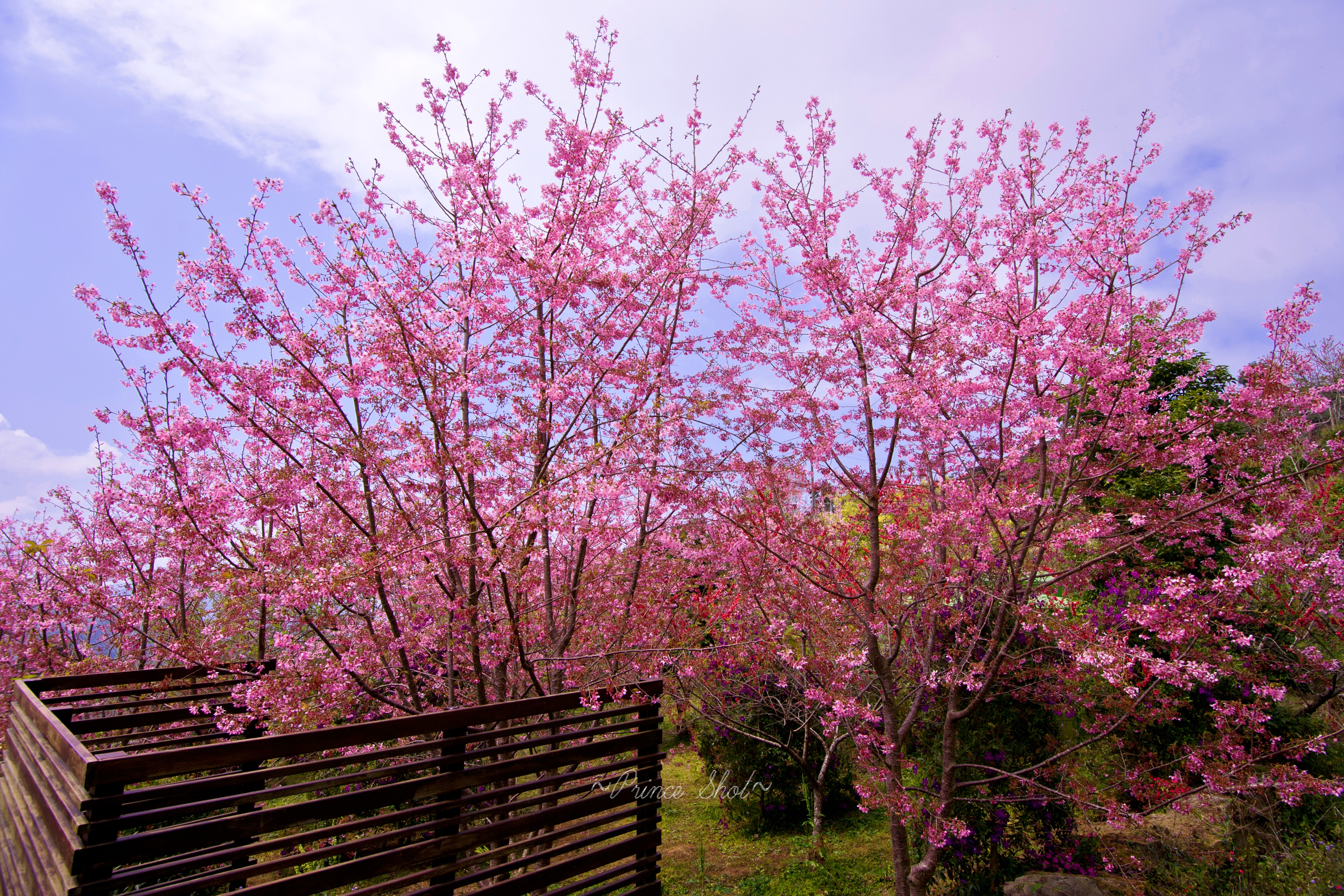
嘉義阿里山

## 香港
近代在香港可見的櫻花主要是在1960年代至1970年代期間從台灣引入的山櫻，主要分佈於新界一些海拔較高的地方。2012年，香港中文大學引入原產日本靜岡縣的河津櫻至校內栽種，成為了香港可見的第二種櫻花。2015年3月初更首次發現同中大同類的溫帶櫻花於香港島東區鰂魚涌公園開花，為香港市區及平地首個成功開花的例子。

### 櫻花種類
香港所生長的櫻花，主要來自台灣及日本。品種有台灣山櫻花、鐘花櫻桃、吉野櫻、富士櫻、關山櫻及河津櫻，形態各有不同。台灣山櫻花是香港最為常見的品種，而產於日本的河津櫻則較為罕見。香港的櫻花樹較其他地區年輕，平均樹齡介乎2歲至40多歲。香港歷史最悠久的櫻花樹，位於長洲關公忠義亭外。

### 觀賞期
香港櫻花約於2月中旬至4月開花，由花開到花落平均約有7 - 14天。
香港各個品種的櫻花開花期並不一致。鐘花櫻桃和河津櫻一般在2月中下旬開花；而來自日本南部的富士櫻和吉野櫻通常在3至4月開花。氣溫的高低會影響開花的情況，氣溫和暖會令櫻花提早開花。因此每年的開花時間或會有所改變。

### 觀賞地點
香港的賞櫻熱點大多集中在新界區，當中以長洲關公忠義亭及嘉道理農場為最熱門。
- 新界區
  - 嘉道理農場暨植物園[33]
    - 櫻花主要種於上山區的胡挺生先生紀念亭旁

  - 大帽山郊野公園內的櫻花園[34]
    - 種有四十棵櫻花樹

  - 香港中文大學新亞書院

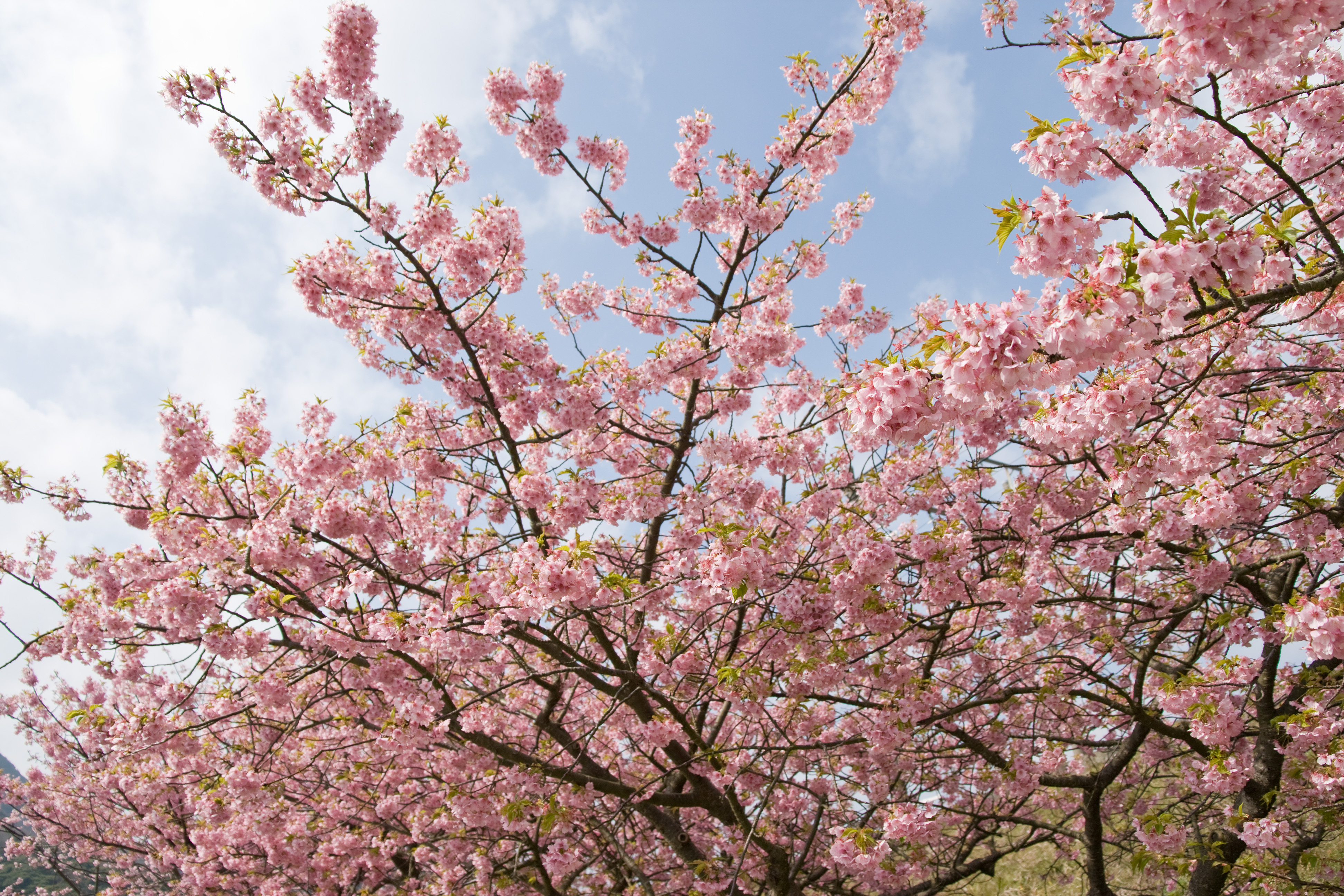
香港中文大學可見的日本河津櫻

    - 2012年香港中文大學日本研究系為紀念成立二十周年，種植了數十株櫻花樹苗於校園各區，其中包括香港罕見、來自日本、淡粉紅色的河津櫻。[35]

  - 大埔海濱公園
    - 種有約九十棵櫻花樹

  - 香港科學園
  - 沙田公園
    - 種有二十二棵櫻花樹

  - 安景街公園
    - 種有超過一百棵櫻花樹

  - 恆明街休憩處
    - 種有約十棵櫻花樹

  - 王屋花園
  - 香港單車館公園
    - 種有約四十棵櫻花樹

  - 城門谷公園
    - 種有約二十棵櫻花樹

  - 元朗公園
    - 種有約二十棵櫻花樹

  - 天水圍公園
    - 種有超過三十棵櫻花樹

  - 天慈花園
    - 種有十二棵櫻花樹

  - 粉嶺康樂公園
  - 石湖墟賽馬會遊樂場
    - 種有十四棵櫻花樹

- 九龍區
  - 荔枝角公園
    - 種有約五十棵櫻花樹

  - 深水埗公園
  - 啟德大道公園
  - 啟德體育園
  - 零碳天地
  - 佐敦谷公園

- 港島區
  - 山頂公園
  - 柯士甸山遊樂場
    - 種有三十棵台灣山櫻花樹，唯開花情況不如理想，於2012年，該地點只開了數朵細小櫻花[36]

  - 香港動植物公園
    - 種有三十棵台灣山櫻花樹，唯開花情況不如理想

  - 鰂魚涌公園
  - 鴨脷洲公園
  - 香港海洋公園

- 離島區
  - 長洲關公忠義亭[37]
  - 機場櫻花園
    - 種有超過一百棵廣州櫻[38]

  - 昂坪
    - 種有約四百棵櫻花樹

## 澳門
二龍喉公園近松山石階處種有數株與香港同種的山櫻。

## 美國

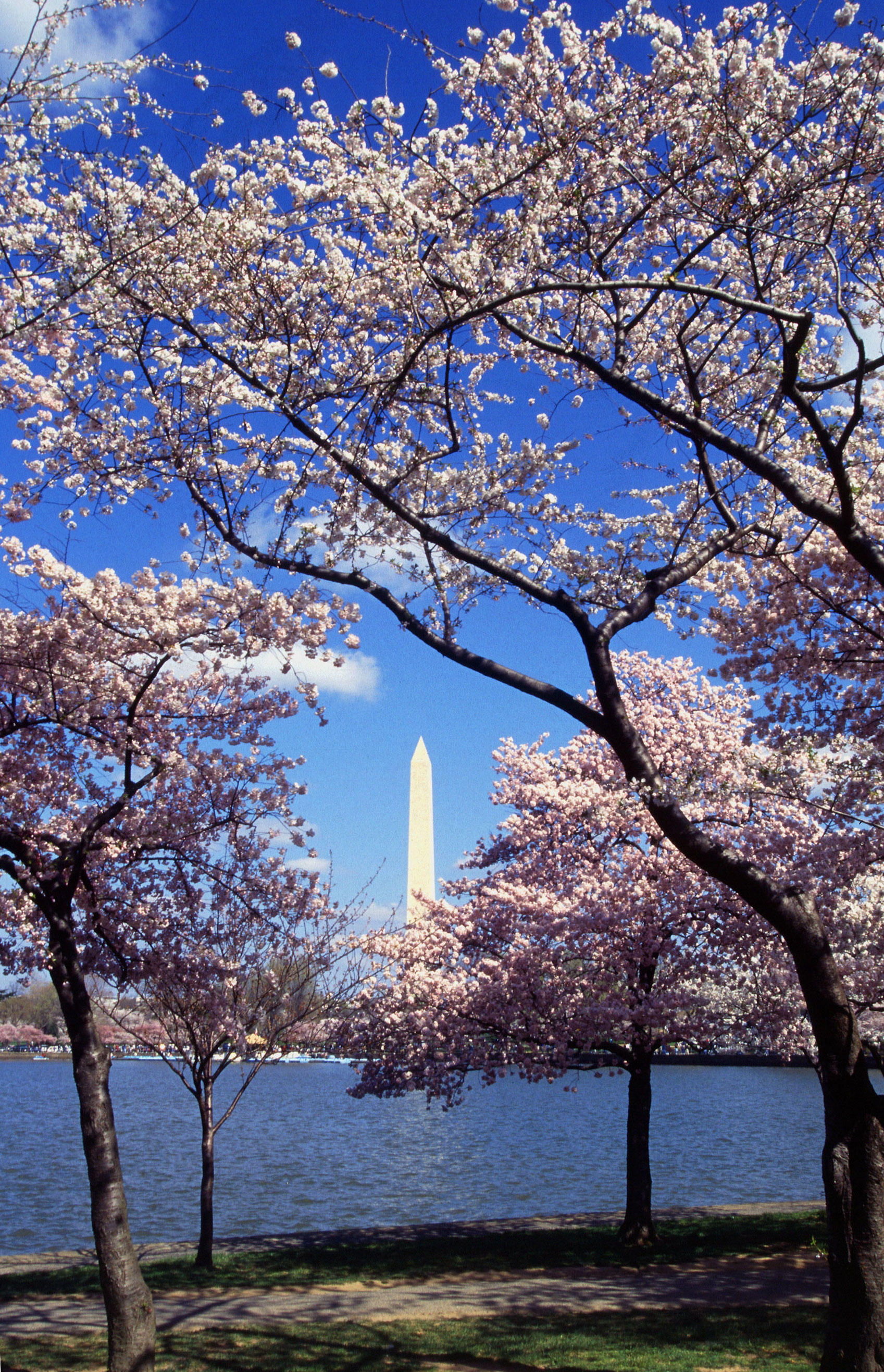
美國華盛頓特區潮汐池（Tidal Basin）畔的櫻花與華盛頓紀念碑

- 華盛頓特區

1912年由高峰讓吉發起與策劃，時任東京市長尾崎行雄促成贈送3千株櫻花樹給華盛頓哥倫比亞特區，這些櫻花樹種植在波托马克河岸邊，後來演變成一年一度的国家樱花节。
- 紐約
- 加州

## 北韓
- 江原道
- 平壤：主体思想塔、錦繡山紀念宮、安國寺、安鶴宮、大城山城、東明王陵

## 南韓
- 首爾特別市：永登浦區汝矣島輪中路
- 庆尚南道：昌原市鎮海區、濟州

## 外部連結
- 樱花观赏指南 （页面存档备份，存于），果殼網（简体中文）
- 都别争了，樱花起源于哪里得听科学的 （页面存档备份，存于），刘夙，果殼網（简体中文）
- 樱桃花就是樱花吗? （页面存档备份，存于），知乎（简体中文）